# Institut catholique de Paris
L'institut catholique de Paris (Istituto cattolico di Parigi, detto "La Catho" dai parigini) è un'università privata con una popolazione di 7 500 studenti.
L'istituto, fondato nel 1875 da Maurice Le Sage d'Hauteroche d'Hulst, comprende varie facoltà: teologia e scienze religiose, diritto canonico, filosofia, lettere, scienze sociali ed economiche, pedagogia, oltre ad un'unità di ricerca in religione, cultura e società, quattro istituti specializzati e dieci scuole associate.
Conduce diversi istituti superiori. Ha sede nel VI arrondissement di Parigi.

## Storia

### XIX secolo
L'Institut Catholique de Paris (ICP) fu fondato nel 1875 da Maurice d'Hulst. Il suo sigillo si ispira a quello dell'ex Università di Parigi, raffigurante la Vergine Maria, San Dionigi di Parigi e Santa Caterina d'Alessandria. L'ICP sostiene di aver ereditato le tradizioni della facoltà di teologia dell'antica Sorbona.

### XX secolo
Quando la sede dell'istituto fu trasferita nell'ex convento dei Carmelitani, gli ambienti si rivelarono inadeguati alle esigenze della vita scolastica e l'architetto monumentista francese Gabriel Ruprich-Robert sviluppò il progetto di un complesso, che l'incapienza dei fondi disponibili non permise di portare a termine. Si decise quindi di ridurre le dimensioni dell'istituto e di ristrutturare alcuni dei vecchi edifici anziché raderli al suolo e ricostruirli dall'inizio. Completata la prima fase della ristrutturazione dal 1894 al 1897, lo Stato francese incamerò i beni della Chiesa cattolica, in virtù della legge sulla laicità e la separazione dei rapporti con la Chiesa cattolica. Nel 1927 l'istituto riacquisì la proprietà dei locali che aveva realizzato per proprio conto e che gli erano stati espropriati, completando il secondo e il terzo lotto dell'opera di ristrutturazione, rispettivamente dal 1929 e il 1930, e dal 1932 al 1933. 

La struttura fu realizzata in un prevalente stile neogotico anglo-normanno.
Nel 1901 l'ICP si costituì come un'associazione senza scopo di lucro ai sensi della legge francese del 1901 e quattro decadi più tardi ottenne il riconoscimento giuridico di ente di pubblico interesse.
Negli anni '30, Marie-Madeleine Davy divenne la prima studentessa dell'Institut Catholique de Paris.
Nel 1948 fu fondato al suo interno l'Istituto di lingua e cultura francese (ILCF), che ha ottenuto la certificazione "Qualité FLE" da tre ministeri parigini per la qualità didattica nell'insegnamento del francese lingua straniera.

### XXI secolo
L'Institut Catholique de Paris fa parte di un'associazione basata sulla legge della libertà associativa del 1901, riconosciuta di pubblica utilità nel 1941 e attualmente denominata Association des évêques fondateurs de l'Institut catholique de Paris - Institut catholique de Paris (Associazione degli esperti fondatori dell'Institut catholique de Paris - Institut catholique de Paris)..
Nel 2017, anno dell'inaugurazione del nuovo campus, l'ateneo poteva contare più di 10 000 studenti. La nuova sede secondaria occupa uno spazio di oltre 1 000 m2 e include un anfiteatro con una capacità di 400 posti a sedere.
Nel corso degli anni, l'ICP ha sottoscritto partenariati per la mobilità studentesca e dei docenti, raggiungendo al 2022 relazioni con oltre 140 università appartenenti a 40 Paesi. Inoltre, l'ateneo è titolare della carta Erasmus +.

## Struttura

### Campus
Sono presenti un seminario universitario collegata al tempio interno di san Giuseppe del Carmes.
Il Museo Édouard Branly conserva gli strumenti utilizzati dall'inventore sviluppatore del primo dispositivo ricevitore radio pratico, che coniò il termine "radio". Nelle vicinanze sorge anche il Museo della Bibbia e della Terra Santa.

#### Campus di Reims
L'Institut Catholique de Paris prosegue il suo sviluppo aprendo un campus regionale a Reims nel settembre 2021. Al suo interno era prevista l'offerta di cinque lauree di primo livello: diritto, scienze sociali, informazione-comunicazione, scienze dell'educazione e storia-geografia.
Al 2024 sono erogati i seguenti corsi:
- Competenze digitali chiave - Reims:
- Laurea in Giurisprudenza, indirizzo Diritto Pubblico e Scienze Politiche; indirizzo Diritto Privato
- Laurea in Storia, percorso Storia - Geografia
- Laurea triennale in Informazione e comunicazione, indirizzo Scienze umane e diversità linguistica
- Laurea in Scienze sociali, indirizzo Economia, Scienze politiche e Sociologia (ESPS)
- Laurea triennale in Scienze dell'Educazione, percorso Educazione, Insegnamento e Formazione
- Corso di preparazione alla comunicazione CELSA

Nel settembre 2023, il campus dell'ICP di Reims ha aperto due corsi di master: Master in insegnamento, educazione e formazione di 1° grado (Master de l'enseignement de l'éducation et de la formation, MEEF), rivolto agli insegnanti di scuola superiore, e MEEF gestione dell'educazione - Corso per dirigenti dell'educazione. Ad essi si aggiunge anche il Master in gestione delle PMI.

#### Campus di Rouen
Un altro campus regionale ha aperto a Rouen all'inizio dell'anno accademico 2023. L'offerta formativa è complementare a quella già esistente ed è pensata per rispondere alle esigenze formative locali. Al suo interno era inizialmente prevista l'offerta di quattro lauree di primo livello: diritto, scienze sociali, scienze dell'educazione e storia dell'arte. Al 2024 sono erogati i seguenti corsi:
- Diploma universitario in mediazione - Parte 1 - Rouen
- Laurea in Giurisprudenza, indirizzo Diritto pubblico e Scienze politiche; indirizzo Diritto privato
- Laurea triennale in Storia dell'arte e archeologia, corso di Storia dell'arte - Storia
- Laurea triennale in Storia, percorso Storia - Scienze politiche
- Laurea triennale in Scienze sociali, indirizzo Economia, Scienze politiche e Sociologia (ESPS)

### Biblioteche
Questa rete bibliotecaria, sotto la responsabilità del Vice-Rettore per la Ricerca, serve l'Unità di Ricerca Religione, Cultura e Società (EA7403), i docenti, i ricercatori e gli studenti delle sei facoltà dell'Institut Catholique de Paris, nonché quelli delle scuole associate. Gli accademici francesi e stranieri sono invitati a utilizzare la biblioteca, e anche il pubblico interessato alle discipline offerte può consultare e prendere in prestito le opere dietro pagamento di una quota di iscrizione.
La Bibliothèque de Fels è la biblioteca principale, alimentata dalla collezione privata di Edmonds de Fel, ospita più di 600 000 volumi di cui 60 000 testi antichi e 800 manoscritti, disponendo di 280 posti a sedere al primo e al sesto piano. La Biblioteca universitaria Fels occupa otto piani dell'edificio anglo-normanno in mattoni rossi dell'ICP, costruito dall'architetto Ruprich-Robert tra il 1894 e il 1933. Deve il suo nome alla contessa e al conte Edmond de Fels, benefattori che hanno reso possibile la costruzione della sala di lettura al primo piano e del negozio al quarto, oltre ai tre negozi del seminterrato. Questa biblioteca è centrale, sia dal punto di vista documentario che geografico. Accoglie tutti gli studenti e fornisce loro 50.000 documenti all'anno in meno di un quarto d'ora. Il prestito a domicilio è disponibile per tutti i documenti pubblicati dopo il 1900.
L'ateneo comprende anche:
- la Biblioteca Jean-de-Vernon della Facoltà di teologia e scienze bibliche;
- la biblioteca della Facoltà di Diritto Canonico che cura la pubblicazione della rivista L'Année Canonique (L'anno canonico) e comprende i fondi archivistici di Charles Lefebvre, docente del Tribunale della Rota Romana;[22];
- il Centro di Documentazione dell'Istituto di Educazione (ex Centre documentaire de l'ISP-Faculté d'éducation), fornisce documentazione su tutte le questioni relative all'istruzione e consente di prendere in prestito i documenti anche da casa. Dall'estate 2021, si trova nel campus di Carmes, attualmente nel seminterrato dell'edificio L (Branly);
- la biblioteca dell'Istituto Francese di Studi Bizantini[23] (Institut français d'études byzantines, IFEB) e la Biblioteca ecumenica e scientifica di studi biblici (Bibliothèque œcuménique et scientifique d’études bibliques, BOSEB) sono aperti al pubblico a partire dal livello di master nelle discipline interessate e offrono la possibilità di consultare in loco le loro collezioni, quasi tutte liberamente accessibili.

La biblioteca dispone di un totale di 411 posti a sedere e 35 computer. Ogni anno, quasi 6.000 persone si registrano e prendono in prestito 50.000 documenti da casa. Le collezioni ammontano a 641.000 volumi, di cui 134.000 liberamente disponibili.

## Rettori
- Maurice d'Hulst (1875-1896), sacerdote dell'arcidiocesi di Parigi;
- Pierre-Louis Péchenard (1896-1907), sacerdote dell'arcidiocesi di Reims, vescovo di Soissons;
- Alfred Baudrillart (1907-1942), sacerdote della Confederazione dell'oratorio di San Filippo Neri;
  - Jean Calvet, prorettore (1942-1946)[24], sacerdote della diocesi di Cahors;
- Émile Blanchet (1946-1966), già vescovo di Saint-Dié;
- Pierre Haubtmann (1966-1971)[25], sacerdote dell'arcidiocesi di Parigi;
- Paul Poupard (1971-1981), da allora cardinale della Curia;

- Pierre Eyt (1981-1986), da allora nominato arcivescovo di Bordeaux e cardinale;
- Paul Guiberteau (1986-1992), sacerdote della diocesi di Nantes;
- Patrick Valdrini (1992-2004), sacerdote della diocesi di Verdun;
- Joseph Maïla (2004-2005);
- Pierre Cahné (2005-2011);[26].
- Philippe Bordeyne (2011-2021), sacerdote della diocesi di Nanterre;
- Emmanuel Petit (2021- ), sacerdote della arcidiocesi di Parigi.

## Organizzazione
Nota per l'insegnamento della cosiddetta teologia della liberazione, la facoltà teologica dell'ICP ha ricevuto l'autorizzazione pontificia a formare sacerdoti della Chiesa Cattolica. La Facoltà di Lettere, invece, ha un orientamento neutrale dal punto di vista religioso e un mese all'anno ospita studenti di tutte le nazionalità.
Il corpo docente trasmette l'oggetto d'indagine delle discipline sacre (teologia, diritto canonico, ecc.) e di quelle secolari (ad esempio letteratura, filosofia, pedagogia, scienze sociali, economia).
L'Istituto Cattolico di Parigi è membro dell'Unione degli istituti di istruzione superiore cattolici) che raggruppa i cinque istituti cattolici francesi - Parigi, Lille, Lione, Angers e Tolosa - ed è membro della Federazione internazionale delle università cattoliche (FIUC), che comprende 200 università cattoliche in tutto il mondo. Inoltre, è accreditato presso il Ministero della Pubblica Istruzione francese a rilasciare titoli di studio aventi valore legale,  aderisce allo Spazio europeo dell'istruzione superiore e al Bachelor's master's doctorate system.
Rilascia titoli di studio assimilati a quelli delle università pubbliche e legalmente riconosciuti a livello nazionale ed europeo (titoli di laurea, master e dottorato), oltre a baccellierati canonici canonici e titoli diversi specifici. 

L'ICP segue il sistema LMD (Réforme licence-master-doctorat) e rilascia diplomi nazionali (diplomi di Stato in convenzione o con giuria rettorale), diplomi canonici e diplomi propri. In particolare, i diplomi canonici sono rilasciati a nome della Santa Sede al termine di un curriculum formativo concordato e obbligatorio per le facoltà a carattere ecclesiastico, che prevede esami obbligatori di teologia e di diritto canonico.
tuttavia, gli istituti cattolici francesi non sono autorizzati a rilasciare agli studenti diplomi nazionali come il baccellierato, il master o il dottorato, ma possono collaborare con un'università locale e consentire loro di sostenere gli esami per il conseguimento di un diploma nazionale che viene rilasciato dall'università locale. Infine, possono rilasciare diplomi universitari in scienze ecclesiastiche, diritto canonico o teologia, che sono gli unici enti ad insegnare.
L'ICP eroga insegnamenti nel campo delle scienze umane e sociali. La sua unità di ricerca "Religione, cultura e società" è riconosciuta dal Ministero dell'Istruzione Superiore e della Ricerca.
Disattendendo la legge Debré del 1959, lo Stato francese non onora il pagamento dei salari del corpo docente, onere che viene quindi ribaltato sulle tasse studentesche, salvo buon fine di un trasferimento a consuntivo che copre circa il 34% del bilancio dell'ente.
La sovvenzione è erogata dal Ministero della pubblica istruzione e rivista ogni anno in modo unilaterale, in assenza di criteri oggettivi concordati preventivamente.

## Corsi di formazione e qualifiche
La sede parigina eroga i seguenti corsi, che sono completati da quelli dei campus di Reims e di Rouen:

### Teologia e scienze religiose
- Theologicum, Facoltà di Teologia e Scienze Religiose:[29]
  - laurea umanistica (teologia, filosofia, antropologia contemporanea);
  - 1° ciclo, ciclo C (serale) e secondo ciclo;
  - Istituto Superiore di Pastorale Catechistica (ISPC);
  - Istituto per la scienza e la teologia delle religioni (ISTR);
  - Istituto superiore di studi ecumenici (ISEO);
- Istituto superiore di scienze religiose (IER);[30]

- Séminaire universitaire des Carmes;
  - Istituto superiore di liturgia (ISL);
  - Istituto superiore di teologia delle arti (ISTA);
  - Scuola di Lingue e Civiltà Orientali Antiche (ELCOA);[31]
  - ciclo di studi dottorali (CED);
  - formazione continua presso il Theologicum.

### Diritto canonico
- Facoltà di diritto canonico.[32].

### Filosofia
- Facoltà di filosofia.[33]

### Lettere, lingue, storia
- Facoltà di lettere;[34]
- Istituto di lingua e cultura francese (ILCF) - corsi per studenti stranieri.[35]

### Scienze sociali, economia e diritto
- Facoltà di scienze sociali, economia e diritto;
- laurea in giurisprudenza;[36]
- laurea in scienze sociali;[37]
- Istituto di formazione alla mediazione e alla negoziazione (IFOMENE).[38]

### Scienze dell'educazione, pedagogia
- Facoltà di Educazione e Formazione;[39]
- Formazione per insegnanti dell'istruzione privata cattolica, in collaborazione con ISFEC-AFAREC.

### Scuole e istituti collegati all'ICP
- ISFEC - La sala Mounier;
- Scuola dei bibliotecari-documentaristi (École de bibliothécaires-documentalistes, EBD);
- Scuola per psicologi praticanti dell'Istituto Cattolico di Parigi (École de psychologues praticiens de l'institut catholique de Paris, EPP);
- Istituto libero di educazione fisica superiore (Institut libre d'éducation physique supérieur , ILEPS);
- Istituto di gestione e comunicazione interculturale (Institut de management et de communication interculturels, ISIT);

- ESSEC Business School (ESSEC);
- Istituto superiore di elettronica di Parigi (Institut supérieur d'électronique de Paris , ISEP);
- Istituto politecnico UniLaSalle (Institut polytechnique UniLaSalle, UniLaSalle);
- Scuola superiore di chimica organica e minerale (École supérieure de chimie organique et minérale, ESCOM);
- Scuola cattolica delle arti mestieri (École catholique des arts et métiers, ECAM-EPMI);
- Scuola superiore per la qualità, l'ambiente e la sicurezza nelle imprese (École supérieure pour la qualité, l'environnement et la sécurité en entreprise, ESQESE).

## Galleria d'immagini

Diverse vedute dell'Institut catholique de Paris
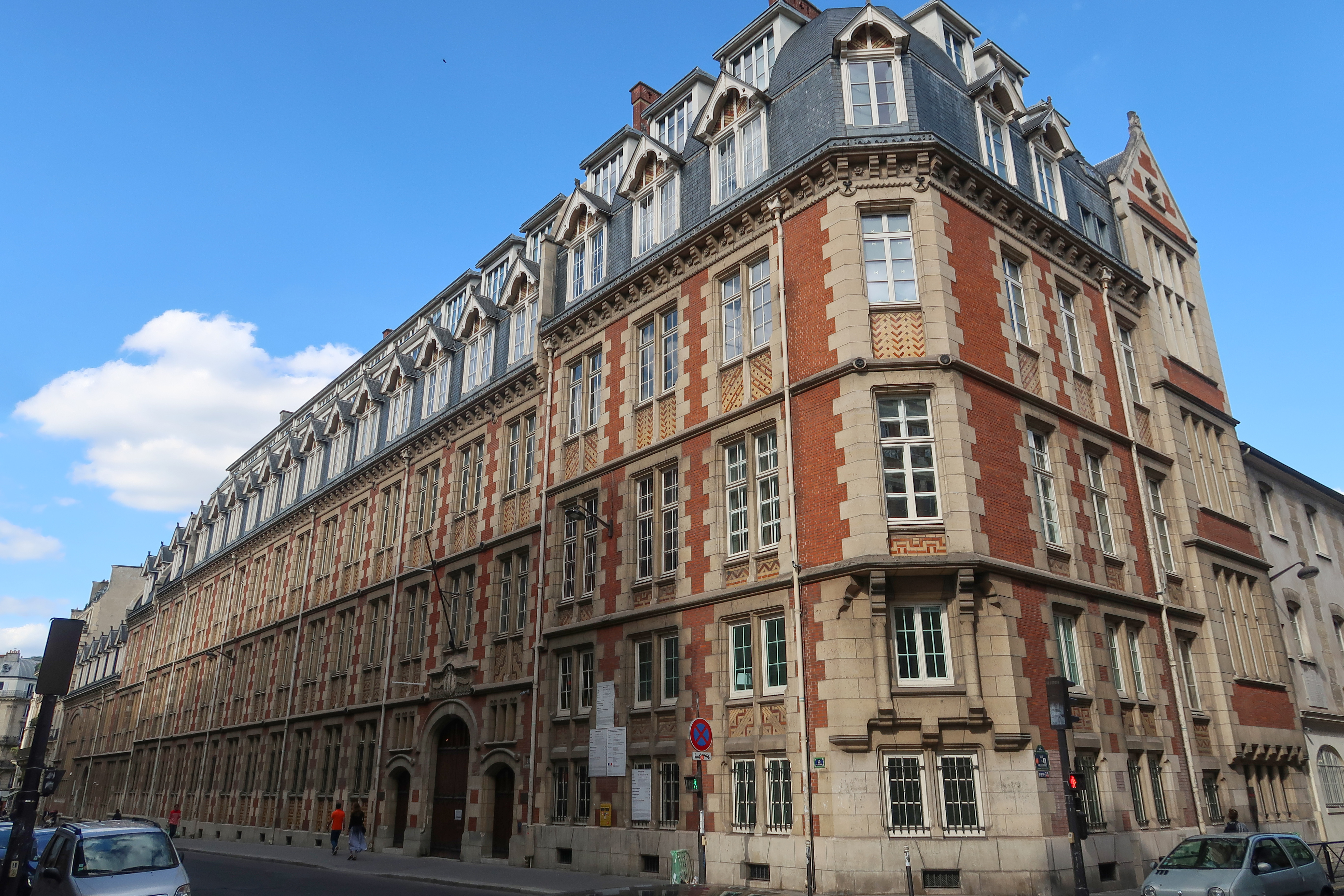
Facciata dell'ICP all'incrocio tra rue d'Assas e rue de Vaugirard (6º arrondissement di Parigi).
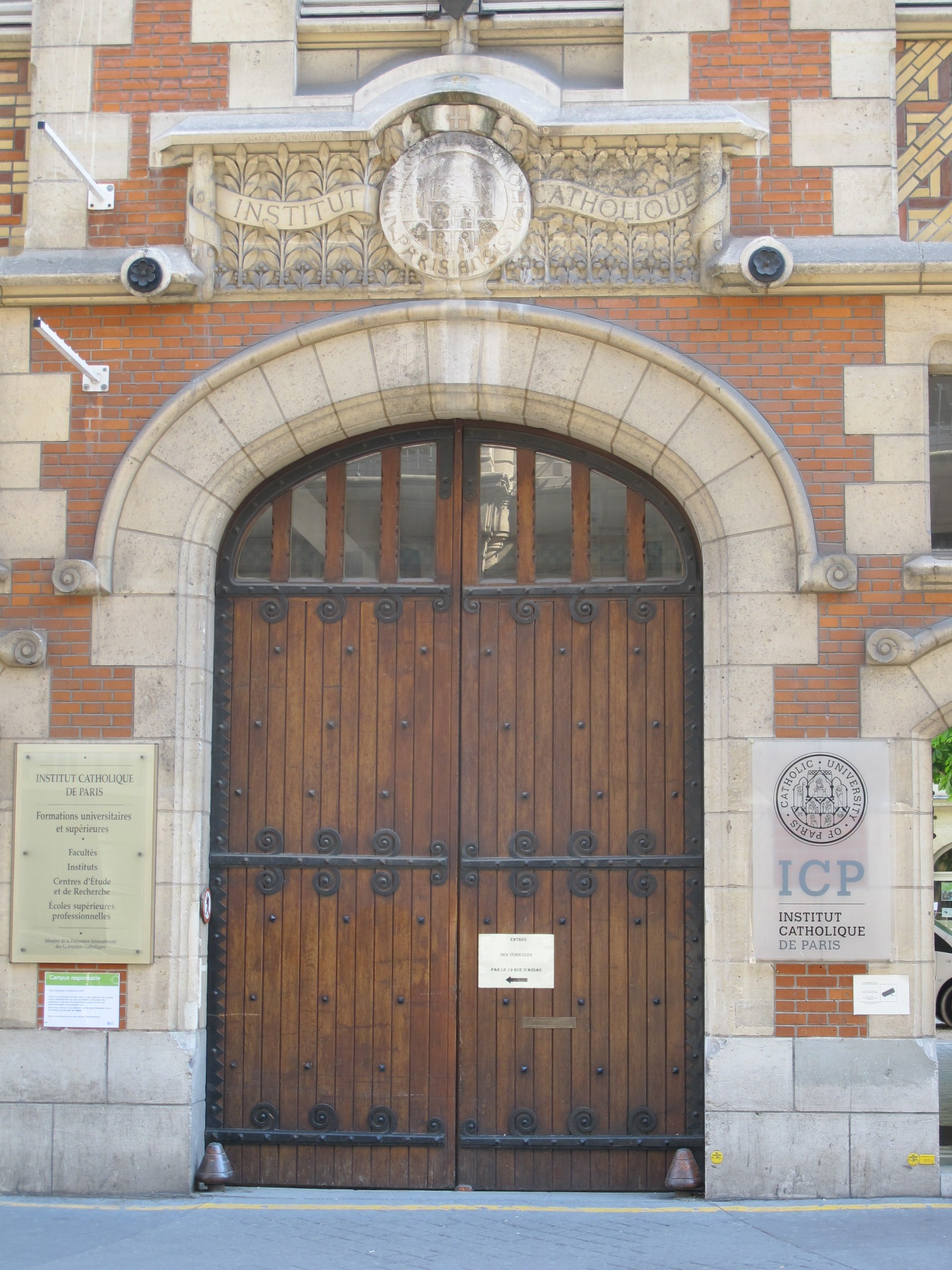
Porte d'ingresso al n. 21 di rue d'Assas.
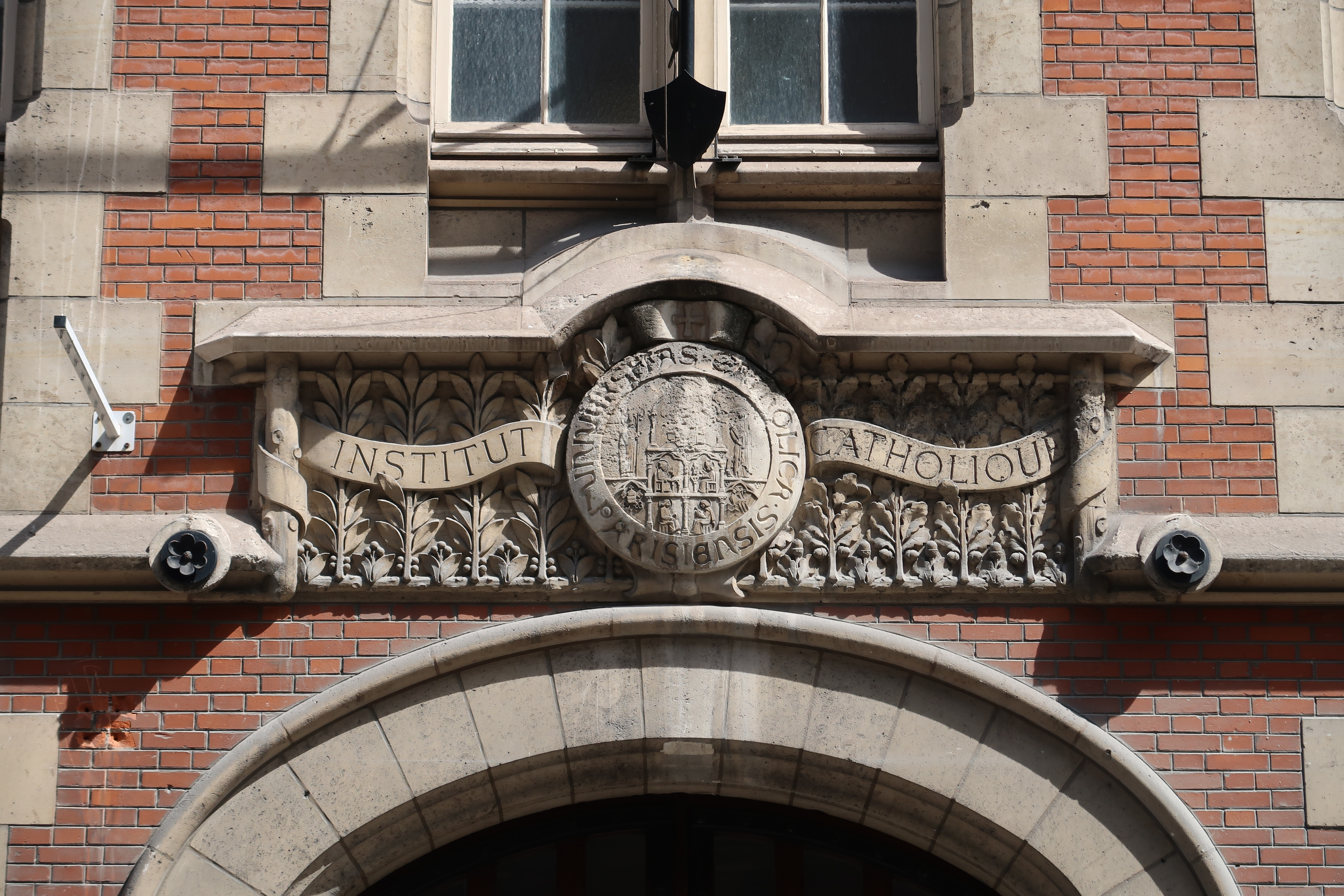
Frontone sopra l'ingresso principale a n. 21 di rue d'Assas.
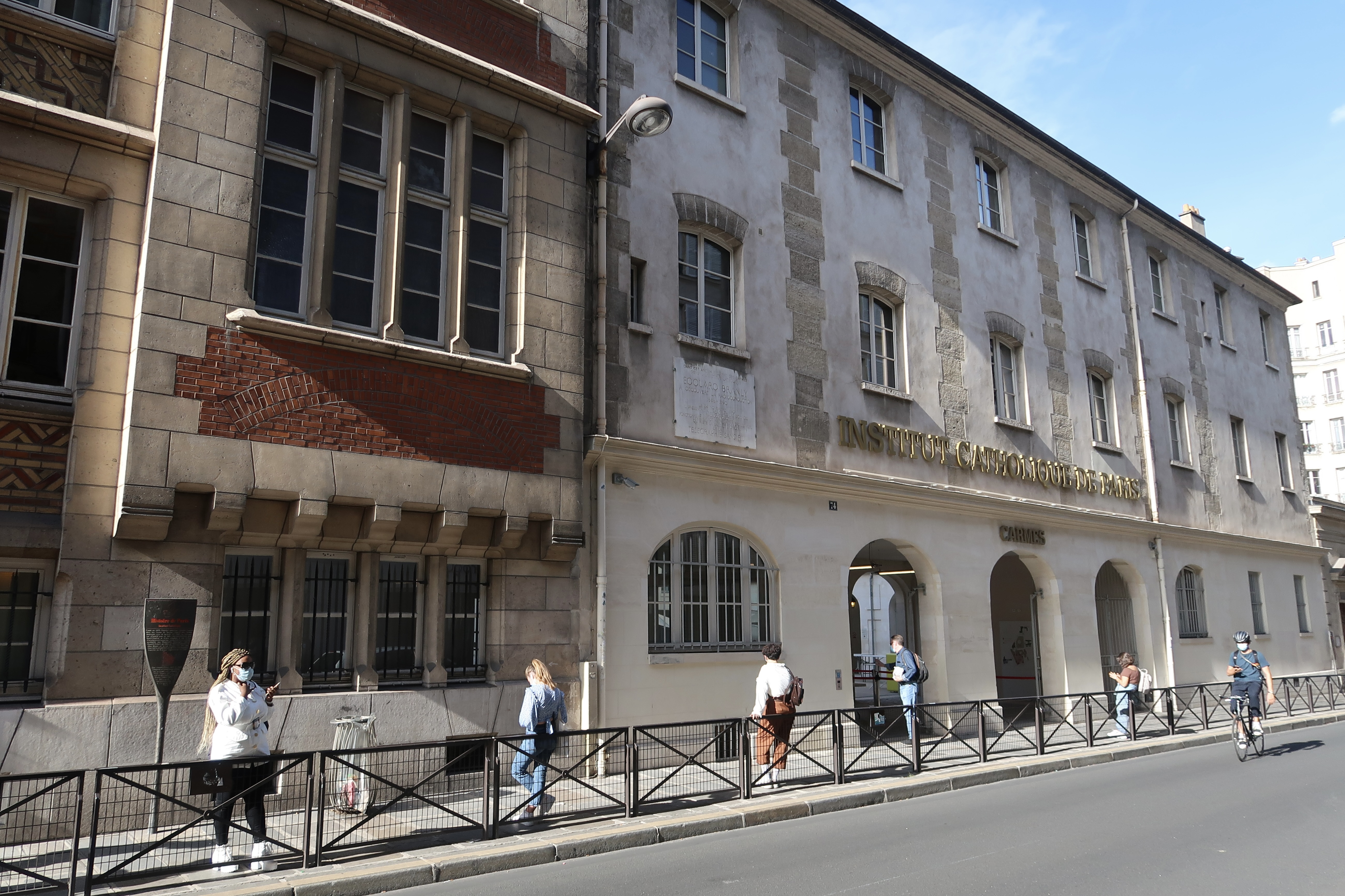
Institut catholique de Paris, al n. 74 di rue de Vaugirard.
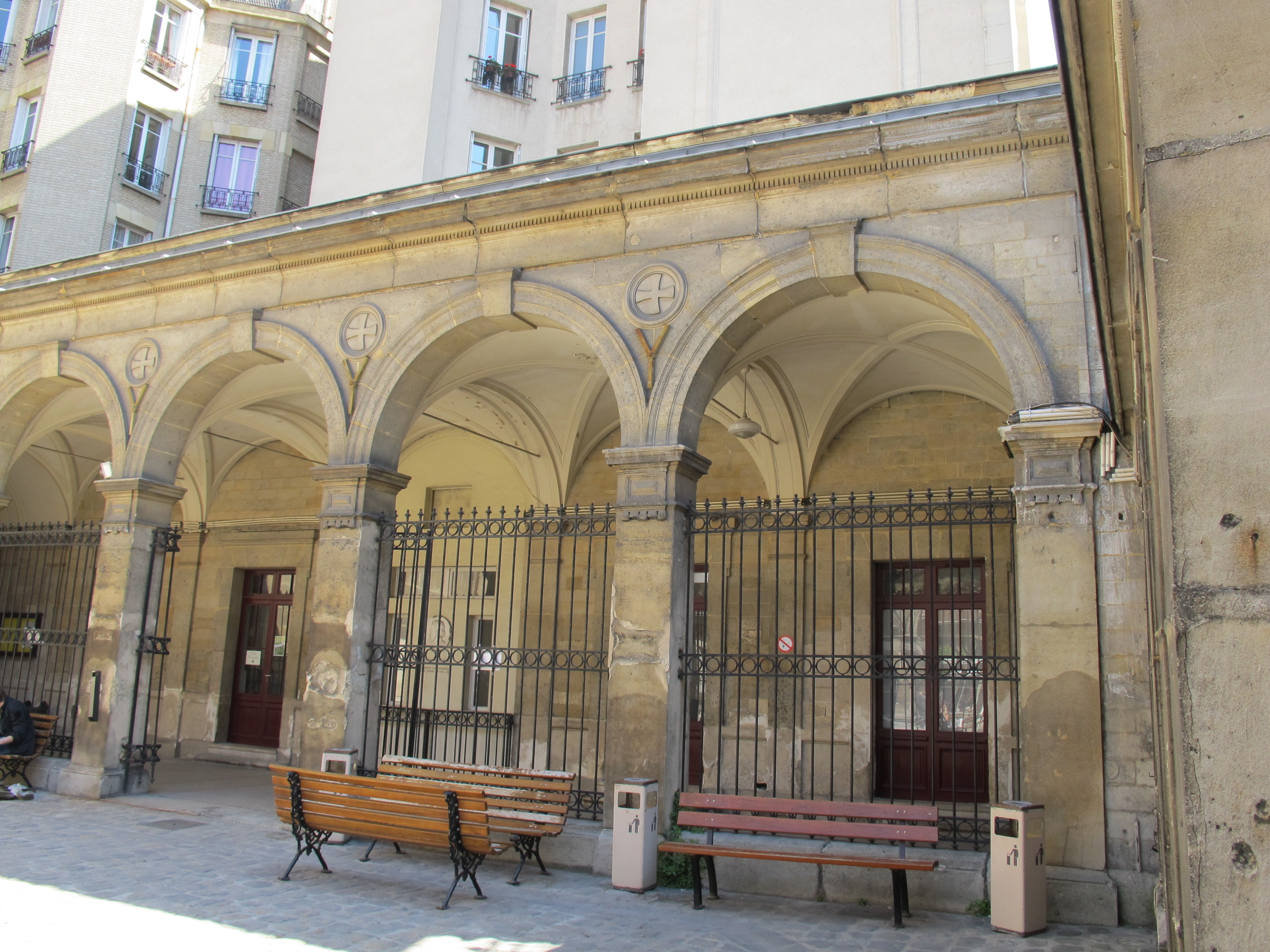
Area relax di fronte alla chiesa di Saint-Joseph-des-Carmes.
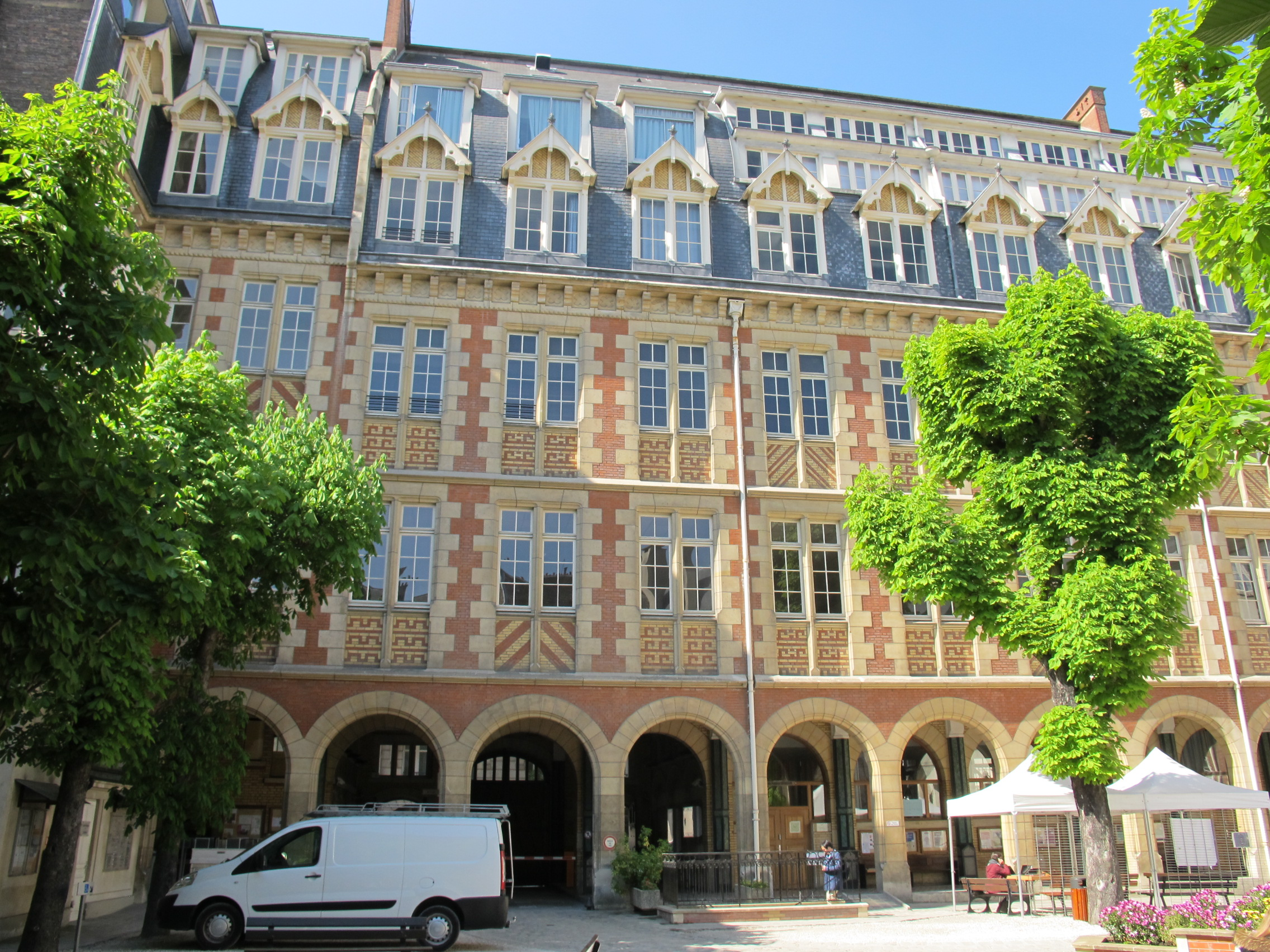
Coorte interna.
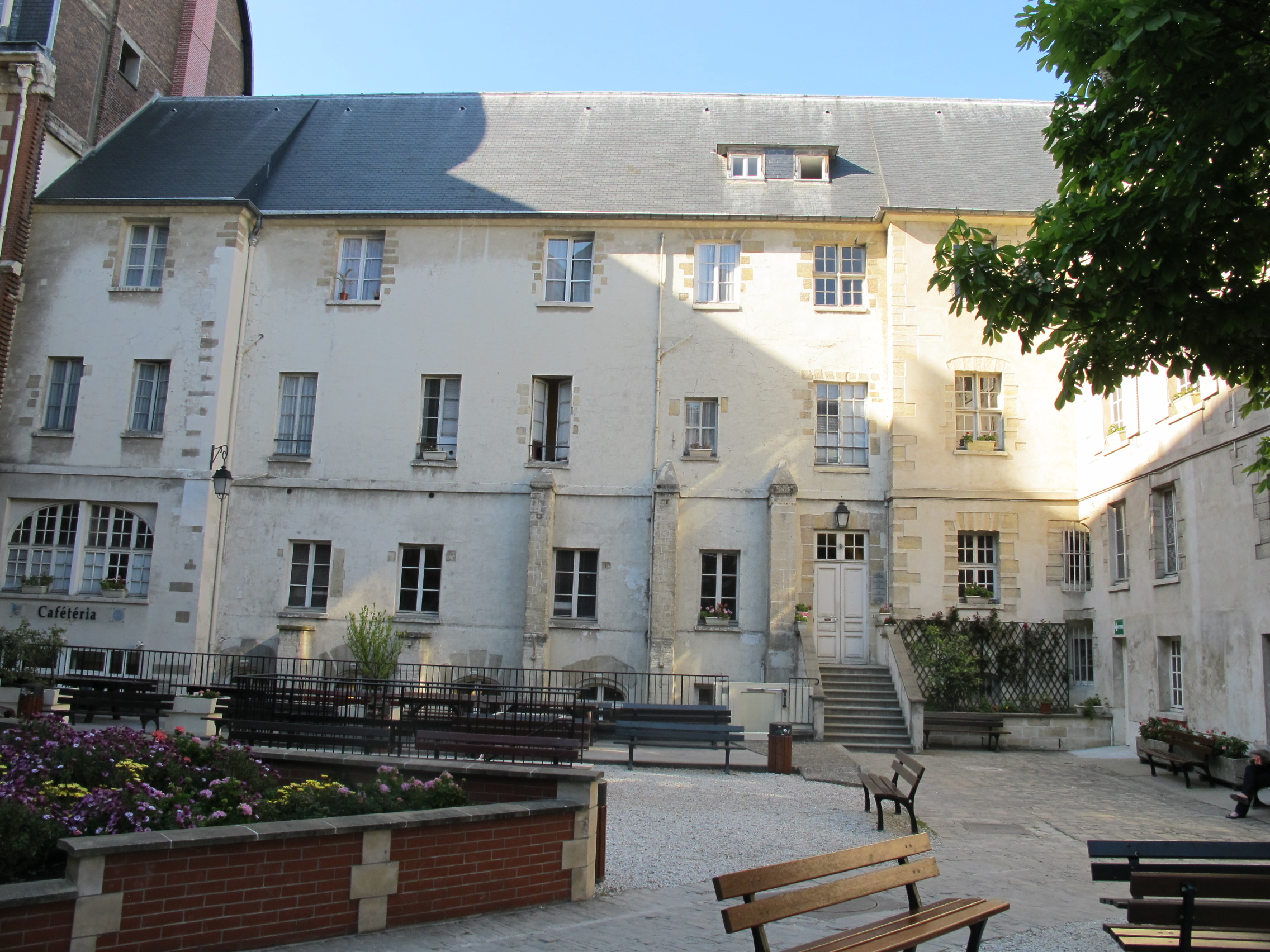
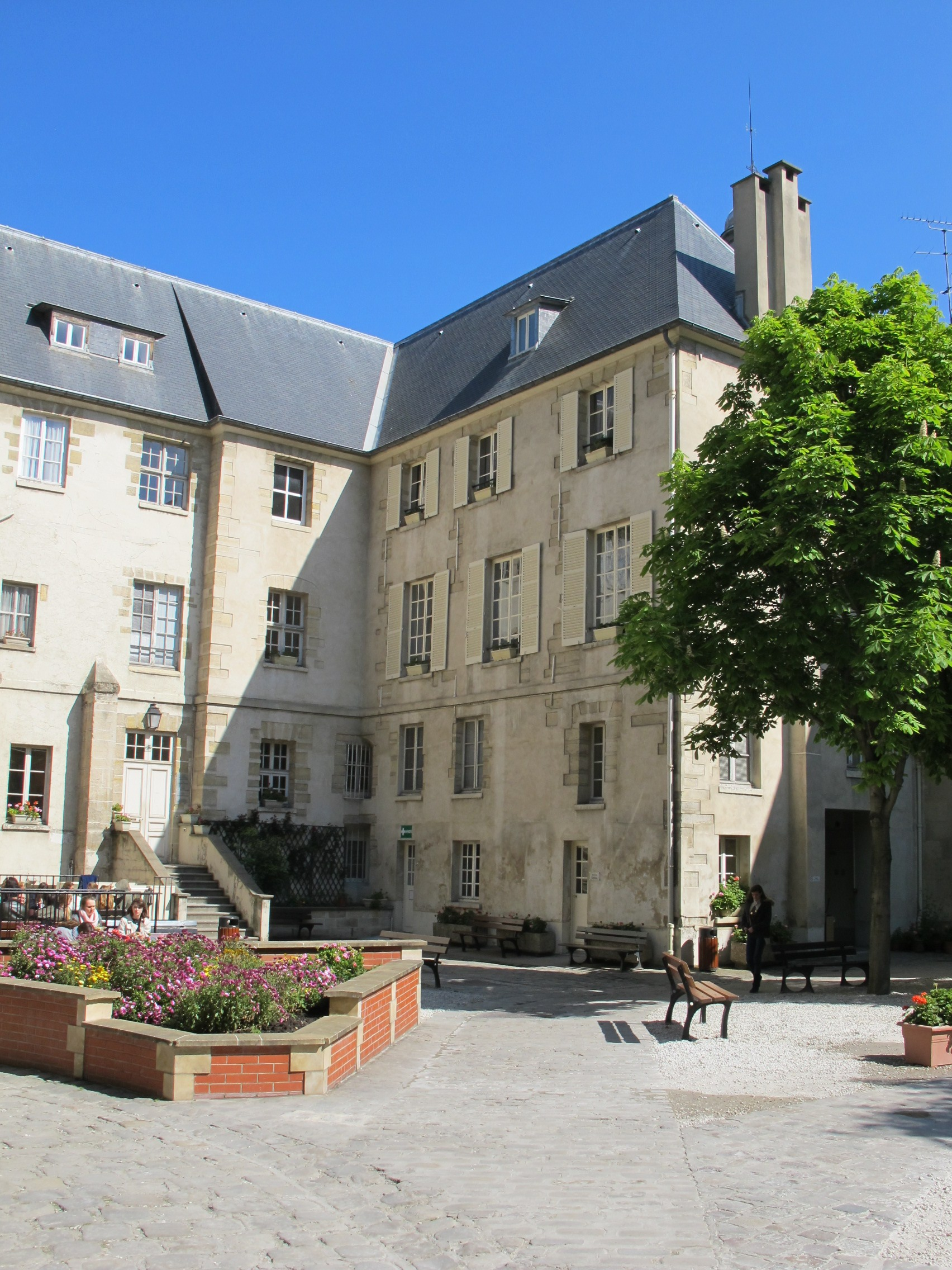
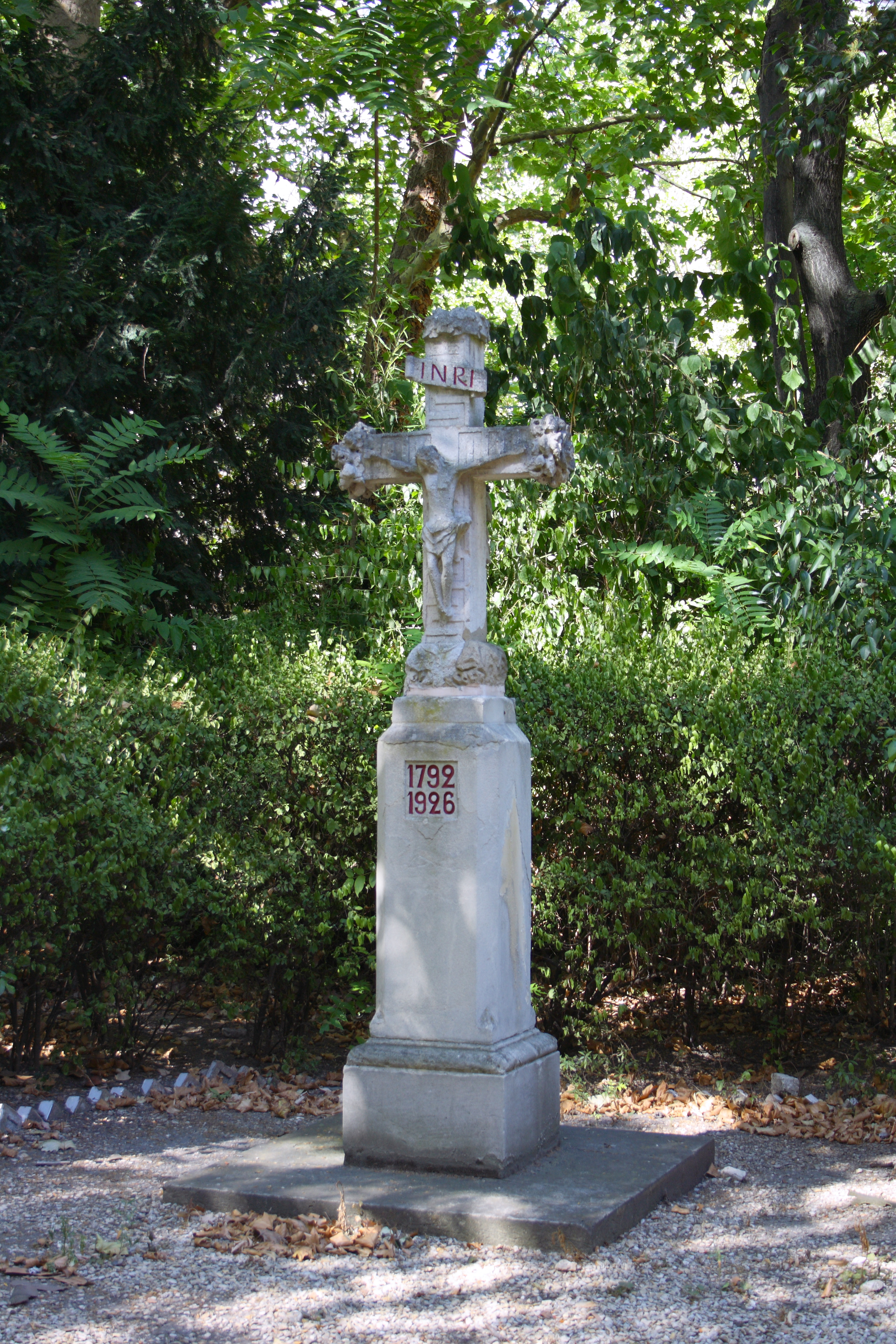
Croce nei giardini, posta in memoria dei sacerdoti trucidati durante la Rivoluzione francese.